# Abrazos, tango en Buenos Aires
Abrazos, tango en Buenos Aires es una película de Argentina filmada en colores dirigida por Daniel Rivas sobre el guion de María Cecilia Geraghty y Adrián Sergio D'Amore que se estrenó el 20 de noviembre de 2003 y que tuvo como principales intérpretes a José Libertella y el Sexteto Mayor,  Adriana Varela, María Graña, Raúl Lavié y Mora Godoy.

## Sinopsis
Documental con distintos aspectos de los nueve días de conciertos y baile del Quinto Festival de Tango de Buenos Aires.

## Reparto
Los principales intérpretes que colaboraron en esta película fueron:
- José Libertella
- Sexteto Mayor
- Adriana Varela
- María Graña
- Raúl Lavié
- Mora Godoy
- Rubén Juárez
- Luis Borda

## Críticas
Raúl Manrupe opinó:

”El camino elegido por Daniel Rivas…ha sido el de un claro equilibrio entre los números musicales y la captura de determinados momentos con magia… que dan ritmo y humor, respiro y energía al frecuentemente riesgoso material en vivo, con sus riesgos de mal sonido e imagen. Rivas elige el detalle y allá saca el mejor partido a su material: Pepe Libertella que le pide tiempo al público. Raúl Lavié que es alcanzado por un rayo laser. Mora Godoy que parece escaparse de un musical de Bob Fosse. La boca de Liliana Herrero que cubre toda la pantalla. Momentos en primer plano que muestran una búsqueda por salir de lo común, del fatigado esquema de reportaje en una mesa de café y canción.…Tal vez haya faltado en el metraje una mayor presencia del público seguidor. Pero para este le queda el placer de disfrutar del espectáculo de esta película".

Aníbal Vinelli en Clarín dijo:

”Un documental menos innovador que dedicado al registro al registro fiel de un acontecimiento. Y no es poco mérito.”

Adrián Martínez en La Nación opinó:

”…es más que un simpledocumental con eje temático en el tango, ya que aportano solo un auténtico sabor porteño sino que permite introducirse en la puesta en escena de un espectáculo que…desgrana la más auténtica emoción por los caminos del esfuerzo y de la melancolía.” 

Javier Milán en el sitio Subjetiva.com escribió:

”…nueve días de conciertos…termina convirtiéndose en una enumeración sin hilo conducente más que el marco del propio festival…el documental no encontró una voz propia: en lugar de detenerse en una historia prefirió arriesgarse con todas logrando solo la musicalidad de la afinación de instrumentos previo a los recitales.” 

## Nominación
Abrazos, tango en Buenos Aires estuvo nominada en 2004 para el Premio Cóndor de Plata al mejor documental que otorga la Asociación de Cronistas Cinematográficos de la Argentina